# Raymond James Tower
Raymond James Tower (poprzednia nazwa Morgan Keegan Tower) − wieżowiec w Memphis, w stanie Tennessee, w Stanach Zjednoczonych, o wysokości 122,9 m. 
Został zbudowany w stylu postmodernistycznym. Jego budowę zakończono w 1985 roku. Budynek posiada 21 kondygnacji i cztery windy.